# Okręgowe rozgrywki w piłce nożnej woj. olsztyńskiego, elbląskiego i suwalskiego (1980/1981)
Drużyny z województwa olsztyńskiego występujące w ligach centralnych i makroregionalnych:
- I liga – brak
- II liga – brak
- III liga – Gwardia Szczytno, Olimpia Elbląg, Stomil Olsztyn, Mazur Ełk, Wigry Suwałki

Rozgrywki okręgowe:
- OZPN Olsztyn:

- - Klasa okręgowa (IV poziom rozgrywkowy)
  - Klasa A - 2 grupy (V poziom rozgrywkowy)
  - Klasa B - 4 grupy (VI poziom rozgrywkowy)
  - klasa C (gminna) - podział na grupy (VII poziom rozgrywkowy)

- OZPN Elbląg:

- - Klasa okręgowa Elbląg-Toruń (IV poziom rozgrywkowy)
  - Klasa A (V poziom rozgrywkowy)
  - Klasa B - 2 grupy (VI poziom rozgrywkowy)
  - klasa C - podział na grupy (VII poziom rozgrywkowy)

- OZPN Suwałki:

- - Klasa okręgowa (IV poziom rozgrywkowy)
  - Klasa A (V poziom rozgrywkowy)

W tym sezonie IV poziomem ligowym w woj. elbląskim była klasa okręgowa prowadzona wspólnie z OZPN Toruń. 

## OZPN Olsztyn

### Klasa okręgowa
| Poz. | Klub                     | M  | Pkt. |
| ---- | ------------------------ | -- | ---- |
| 1    | Gwardia II Szczytno      | 22 | 28   |
| 2    | Agrokompleks Kętrzyn (s) | 22 | 28   |
| 3    | Metalowiec Mrągowo       | 22 | 27   |
| 4    | Orlęta Reszel            | 22 | 27   |
| 5    | Warmia Olsztyn (s)       | 22 | 24   |
| 6    | Sokół Ostróda            | 22 | 24   |
| 7    | Granica Kętrzyn (b)      | 22 | 24   |
| 8    | Stomil II Olsztyn        | 22 | 22   |
| 9    | Huragan Morąg (b)        | 22 | 19   |
| 10   | Warfama Dobre Miasto     | 22 | 18   |
| 11   | Gwardia Olsztyn          | 22 | 13   |
| 12   | Start Nidzica            | 22 | 10   |

- Gwardia II Szczytno  nie awansowała do III ligi

### Klasa A

#### grupa I
| Poz. | Klub                      | M  | Pkt. | Bramki |
| ---- | ------------------------- | -- | ---- | ------ |
| 1    | Jeziorak Iława            | 22 |      |        |
|      | LZS Napiwoda              | 22 |      |        |
|      | Motor Lubawa              | 22 |      |        |
|      | IHAR Bartążek             | 22 |      |        |
|      | LZS Jonkowo               | 22 |      |        |
|      | LZS Gierłoż               | 22 |      |        |
|      | Olimpia Olsztynek         | 22 |      |        |
|      | LKS PGR Małdyty           | 22 |      |        |
|      | Kormoran Ostróda          | 22 |      |        |
|      | Polonia Lidzbark Warmińki | 22 |      |        |
|      | LZS Niedanowo             | 22 |      |        |
|      | LZS Łukta                 | 22 |      |        |

#### grupa II
| Poz. | Klub                      | M  | Pkt. | Bramki |
| ---- | ------------------------- | -- | ---- | ------ |
| 1    | Cresovia Górowo Iławeckie | 22 |      |        |
|      | Kombinat Bezledy          | 22 |      |        |
|      | LKS PGR Dobre Miasto      | 22 |      |        |
|      | LZS Łankiejmy             | 22 |      |        |
|      | LKS PGR Klewki            | 22 |      |        |
|      | Victoria Bartoszyce       | 22 |      |        |
|      | Agrołyna Sępopol          | 22 |      |        |
|      | Reduta Bisztynek          | 22 |      |        |
|      | LKS PGR Biskupiec         | 22 |      |        |
|      | Venus Skierki             | 22 |      |        |
|      | LZS Barczewo              | 22 |      |        |
|      | Agrokompleks II Kętrzyn   | 22 |      |        |

### Klasa B

#### grupa I
- awans:LZS Stare Jabłonki

#### grupa II
- awans: Błękitni Pasym

#### grupa III
- awans: ?

#### grupa IV
- awans: Pogranicze Gaje

## OZPN Elbląg

### Klasa okręgowa Elbląg-Toruń
| Poz. | Klub                       | Pkt. | Bramki |
| ---- | -------------------------- | ---- | ------ |
| 1    | Pomowiec Gronowo Elbląskie | 43   | 76-23  |
| 2    | Legia Chełmża              | 42   | 66-27  |
| 3    | Stomil Grudziądz           | 35   | 75-47  |
| 4    | Olimpia II Elbląg          | 33   | 52-38  |
| 5    | Elana Toruń                | 31   | 59-34  |
| 6    | Nogat Malbork              | 29   | 45-42  |
| 7    | Olimpia Grudziądz          | 25   | 42-51  |
| 8    | Unia Wąbrzeźno             | 24   | 46-43  |
| 9    | FAM Chełmża                | 24   | 36-45  |
| 10   | Zastal Braniewo            | 19   | 36-51  |
| 11   | Powiśle Dzierzgoń          | 18   | 41-56  |
| 12   | Rodło Kwidzyn              | 17   | 33-49  |
| 13   | Start Brodnica             | 17   | 38-86  |
| 14   | Błękitni Orneta            | 7    | 22-75  |

- Pomowiec Gronowo Elbląskie nie awansował do III ligi

### Klasa A
| Poz. | Klub                          | Pkt. | Bramki |
| ---- | ----------------------------- | ---- | ------ |
| ?    | Żuławy Nowy Dwór Gdański      |      |        |
| ?    | Sokół Lipowina                |      |        |
| ?    | Pogoń Gardeja                 |      |        |
| ?    | Mlexer Elbląg                 |      |        |
| ?    | Sokół Kwidzyn                 |      |        |
| ?    | Powiśle Czernin               |      |        |
| ?    | Barkas Tolkmicko              |      |        |
| ?    | Syrena Młynary                |      |        |
| ?    | Pomowiec II Gronowo Elbląskie |      |        |
| ?    | Agat Jegłownik (b)            |      |        |
| ?    | STAN-MOR Stanowo (b)          |      |        |
| ?    | Iskra II Malbork              |      |        |

- zespoły z miejsc 1-7 awansowały do elbląskiej klasy okręgowej
- zespoły z miejsc 8-12 przeszły do elbląskiej klasy A